# Estación Álvarez Jonte
Álvarez Jonte es una estación ferroviaria de la localidad homónima, en el Partido de Punta Indio,  Provincia de Buenos Aires, Argentina.

## Servicios
La estación correspondía al Ferrocarril General Roca de la red ferroviaria argentina. Fue clausurada por la dictadura militar en 1980.